# 卡蒂尼
卡蒂尼（法語：Catigny，法語發音：[katiɲi]）是法国瓦兹省的一个市镇，属于贡比涅区。

## 地理
卡蒂尼（49°38'18"N, 2°56'17"E）面积6.68 平方千米，位于法国上法蘭西大區瓦兹省，该省份为法国北部内陆省份，北起索姆省，西接厄尔省和滨海塞纳省，南至塞纳-马恩省和瓦兹河谷省，东临埃纳省。
与卡蒂尼接壤的市镇（或旧市镇、城区）包括：比西、康帕涅、康多尔、埃屈维利、拉尼、塞迈兹。

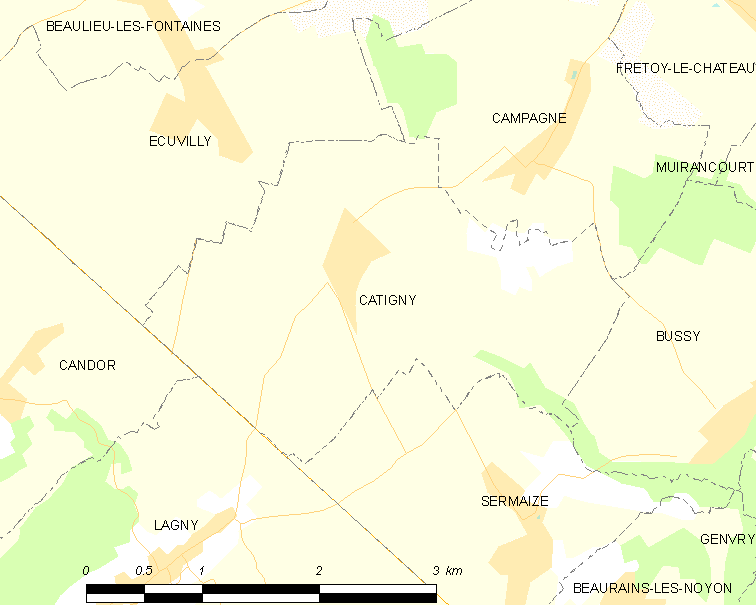
卡蒂尼的OSM定位图

卡蒂尼的时区为UTC+01:00、UTC+02:00（夏令时）。

## 行政
卡蒂尼的邮政编码为60640，INSEE市镇编码为60132。

## 政治
卡蒂尼所属的省级选区为努瓦永县。

## 人口

1962-2008年间卡蒂尼人口变化图示

卡蒂尼于2022年1月1日时的人口数量为179人。